# Tricholoma equestre
Tricholoma equestre ou Tricholoma flavovirens, vulgarmente designado míscaro ou míscaro-amarelo, é um cogumelo até há pouco tempo bastante consumido e apreciado que pode eventualmente ser perigoso, do género Tricholoma. Forma ectomicorrizas com pinheiros, sobretudo em terrenos siliciosos, podendo ser colhido durante o Outono e Inverno.
Apreciado desde há séculos um pouco por todo o mundo, é especialmente abundante na França, sendo também bastante comum em Portugal, em especial associado aos pinhais de Pinus pinaster em terrenos arenosos da Beira Litoral e é aí o cogumelo silvestre mais colhido.[carece de fontes?] No entanto, foram relatados alguns casos de envenenamento após consumo de T. equestre. As investigações posteriormente efectuadas revelaram que possui propriedades tóxicas.

## Taxonomia e designação
Tricholoma equestre era conhecido de Lineu que o descreveu oficialmente no segundo volume do seu Species Plantarum em 1753, dando-lhe o nome Agaricus equestris, pré-datando uma descrição de Agaricus flavovirens por Persoon em 1793. Portanto, este nome específico significando "de ou relative a cavalos" em latim toma precedência sobre Tricholoma flavovirens, o outro nome científico pelo qual este cogumelo é conhecido. Foi classificado no género Tricholoma pelo alemão Paul Kummer na sua obra de 1871 Der Führer in die Pilzkunde. O nome genérico deriva do grego antigo trichos/τριχος 'pelo' e loma/λωμα 'bainha', 'franja' ,

## Descrição
O pé é amarelo, tendo geralmente entre 4 e 10 cm de comprimento com diâmetro regular. As lamelas são também amarelas e a esporada é branca. O píleo é geralmente amarelo a amarelo-esverdeado, por vezes com um toque de castanho, com diâmetro entre os 5 e os 12 cm. A camada de pele que cobre o píleo é pegajosa e pode ser removida.
Pode ser facilmente confundido com várias outras espécies do género Tricholoma, como T. auratum, T. aestuans e T. sulphureum.

## Toxicidade
Esta espécie foi durante muito tempo considerada como uma das espécies de cogumelos comestíveis mais saborosas, sendo vendida nos mercados da Europa; os cavaleiros medievais franceses supostamente reservavam esta espécie para si próprios, deixando Suillus bovinus para os camponeses.
A preocupação com a sua eventual toxicidade, causadora de rabdomiólise, levou a que fosse considerado tóxico partir de 2001, após casos ocorridos entre 1992 e 2000 no sudoeste da França, com três mortes. Como consequência destas ocorrências, desde 2005 a sua venda e distribuição são proibidas na França e desde 2006 na Espanha.
As pessoas envenenadas haviam todas elas ingerido três ou mais refeições contendo T. equestre nas duas semanas anteriores ao tratamento. Entre um a quatro dias após a sua última refeição contendo o cogumelo, os pacientes queixaram-se de fraqueza muscular, por vezes acompanhada de dor. Esta fraqueza progrediu durante mais três ou quarto dias, acompanhada por uma sensação de rigidez e escurecimento da urina. Foram também registados períodos de náusea, suores, vermelhidão do rosto, mas não foram registadas febres.
Uma equipa de investigadores da Universidade Farmacêutica de Kyoto e Universidade de Keio, no Japão, liderada por Kimiko Hashimoto e Masaya Nakata, conseguiu isolar a toxina, uma tarefa difícil pois o composto tem apetência para se ligar a outros compostos. Várias análises espectroscópicas estabeleceram a estrutura da toxina: uma pequena molécula com 4 átomos de carbono conhecida como ácido ciclopro-2-eno carboxílico. Previamente desconhecida no mundo natural, esta toxina e seus derivados são usados na formação de outros compostos em química sintética.
Pelo menos um estudo, parece indicar que estes casos de envenenamento podem estar relacionados com sensibilidade individual ou com a ingestão de quantidades significativas do cogumelo.